# Korsholm
Korsholm (schwedisch), finnisch Mustasaari, ist eine Gemeinde in der Landschaft Österbotten im Westen Finnlands. Sie ist der historische Kern der Stadt Vaasa, die jedoch nach einem Großbrand 1852 an das Ufer der Ostsee verlegt wurde. Die Landgemeinde Korsholm umfasst so heute das Umland der Stadt Vaasa und einige Inseln im Bottnischen Meerbusen. Rund 72 % der Bevölkerung sind Finnlandschweden, 26 % sind finnischsprachig. Offiziell ist die Gemeinde zweisprachig.

## Geschichte

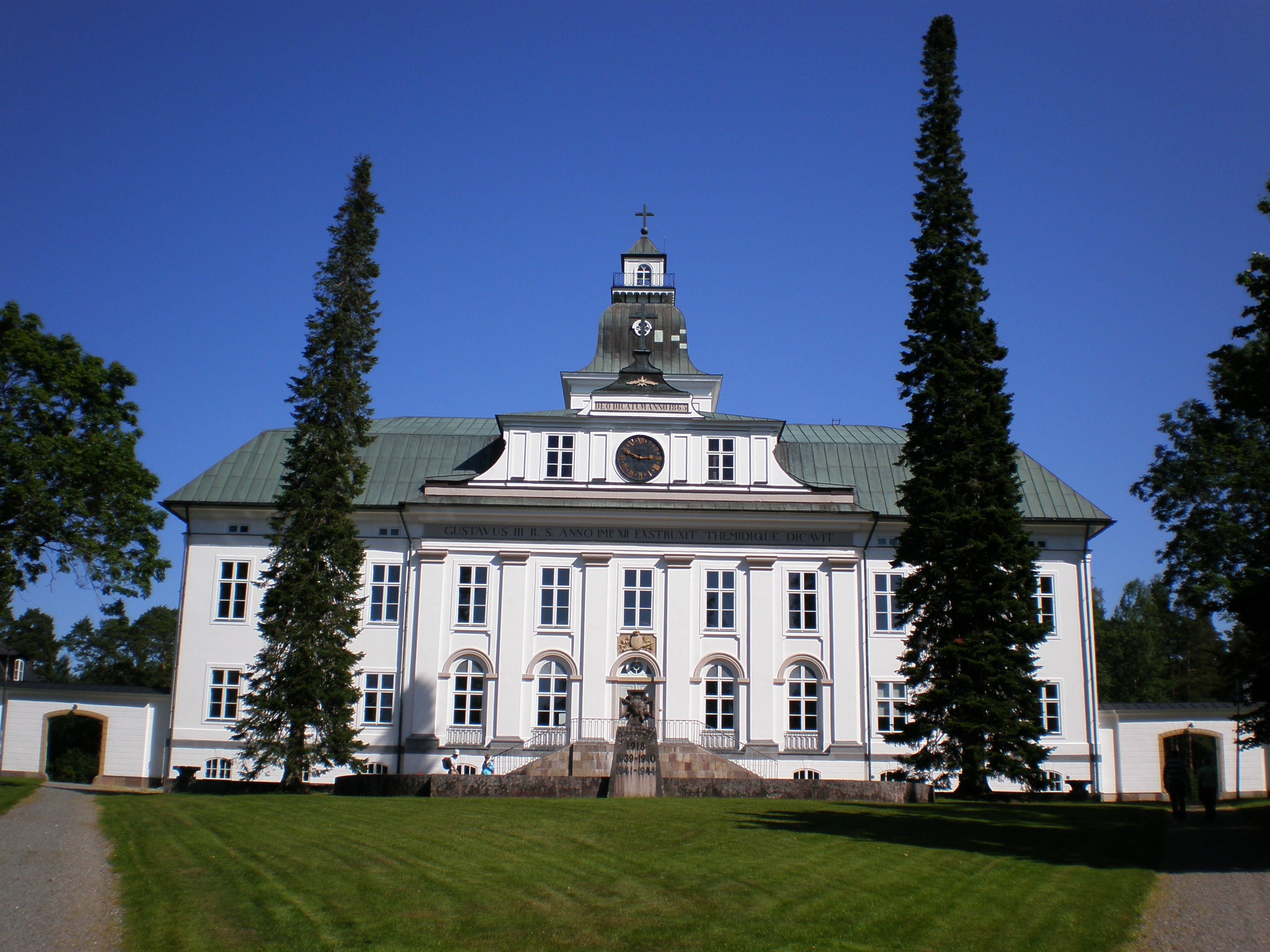
Die Kirche von Korsholm (ehemals Stadtkirche von Vaasa)

Der Ort wurde 1348 unter seinem finnischen Namen Mustasaari (dt. „Schwarze Insel“) erstmals erwähnt. Nach 1370 erbauten die Schweden an dieser Stelle eine Burg, die über Jahrhunderte das Machtzentrum der Landschaft Österbotten war. 1606 wurde dem Ort das Stadtrecht verliehen und nach der regierenden Königsfamilie auf den Namen Wasa (finn. Vaasa) umbenannt. In den folgenden Jahren entwickelte sich Vaasa zu einem der wenigen städtischen Zentren Finnlands.
Am 13. August 1852 wurde die fast nur aus Holz erbaute Stadt von einem Großbrand zerstört. Die neue Stadt Wasa wurde rund 7 km entfernt an der Küste neu aufgebaut. Die Ruinen des ebenfalls zerstörten Schlosses und der im 14. Jahrhundert erbauten Marienkirche zeugen noch von der alten Stadt Vaasa. Verschont blieb vom Feuer auch die 1775 erbaute Stadtkirche.
Die nach der Verlegung Vasas entstandene Landgemeinde Mustasaari nahm 1927 neben ihrem finnischen als offiziellen schwedischen Namen Korsholm an. Die heutige Gemeinde Korsholm/Mustasaari wurde 1973 aus dem Zusammenschluss der Gemeinden Korsholm, Kvevlax, Replot, Björkö sowie Teilen der Gemeinde Solf gebildet.
1997 wurde in Korsholm die längste Hängebrücke Finnlands eingeweiht. Die Replotbron (finn. Raippaluodon silta) hat eine Länge von 1045 m und verbindet die Insel Replot (Raippaluoto) mit dem Festland. Ihr Bau kostete rund 150 Mio. Euro.

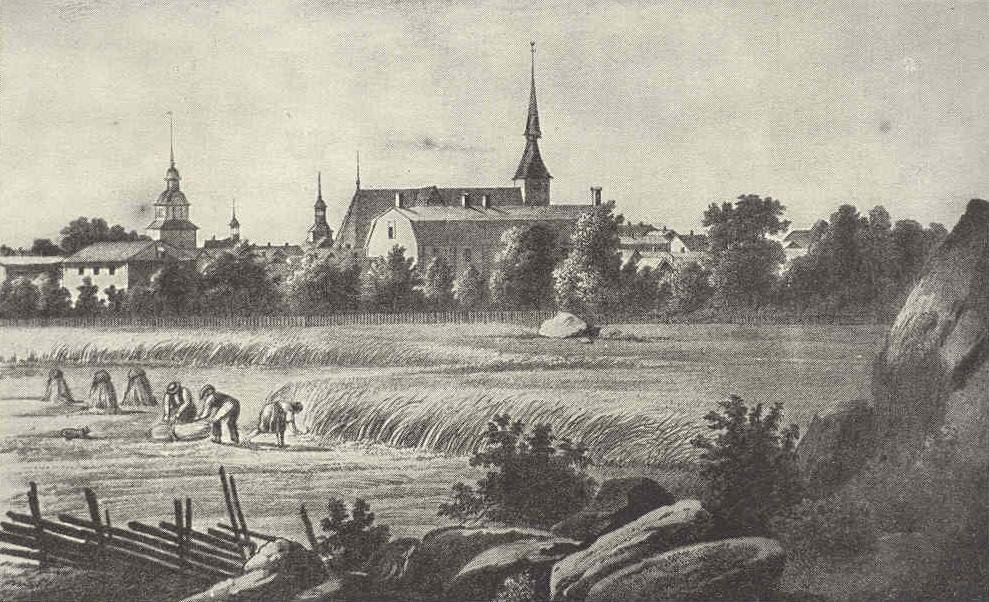
Vasa um 1840
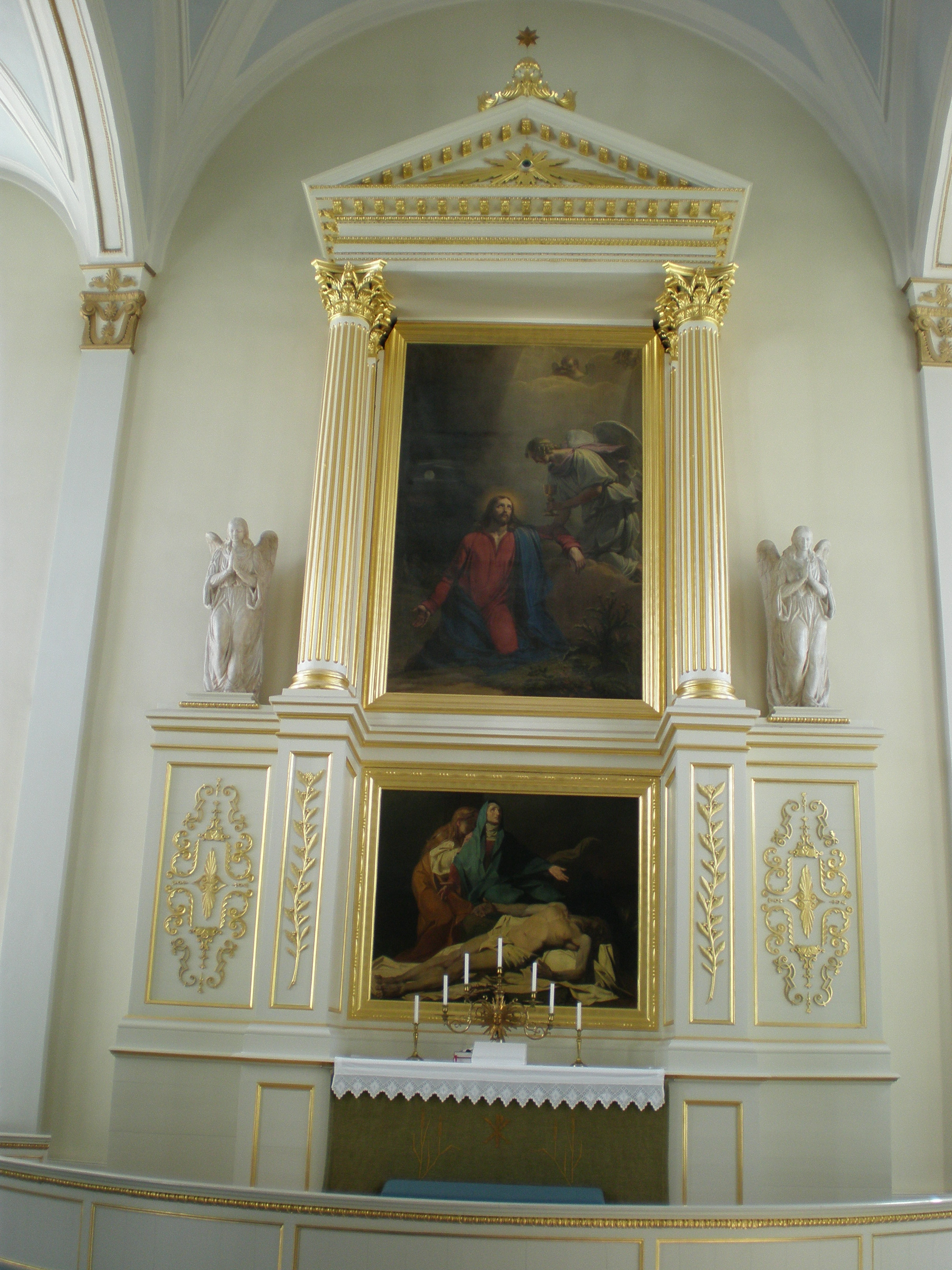
Altarraum der Kirche von Korsholm
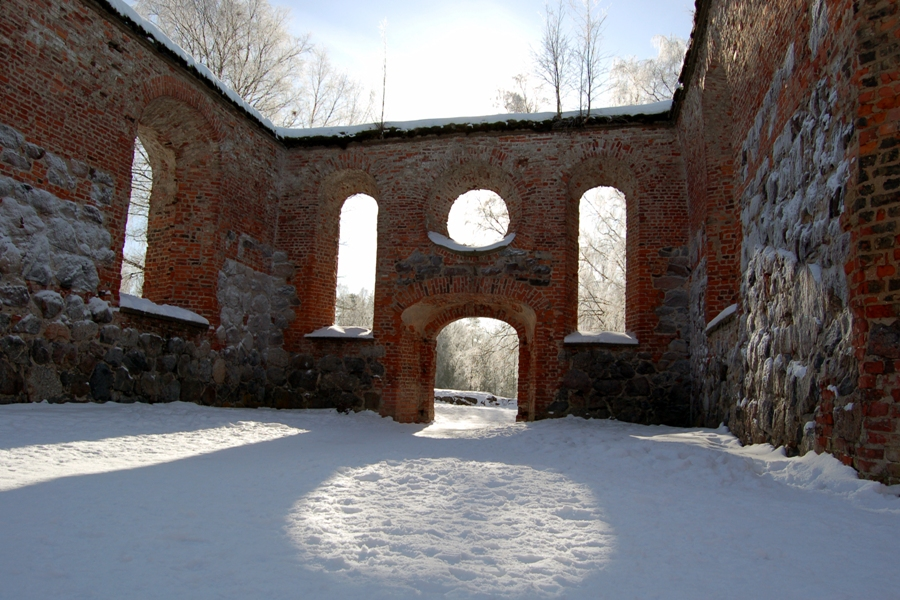
Ruine der St.-Maria-Kirche in Alt-Vaasa

## Ortsteile
Korsholm umfasst folgende Ortsteile (Namen auf Schwedisch/Finnisch):

Anixor (Aniksor), Brändövik, Böle, Björköby, Iskmo, Jungsund, Helsingby, Kalvholm, Karkmo (Karkkimala), Karperö, Kvevlax (Koivulahti), Koskö, Kuni, Köklot, Martois (Martoinen), Miekka, Munsmo, Norra Vallgrund, Panike, Petsmo, Replot (Raippaluoto), Rimal, Singsby, Smedsby (Sepänkylä), Solf (Sulva), Söderudden, Södra Vallgrund, Staversby (Taurila), Toby (Tuovila), Tölby, Vassor, Veikars (Veikkaala), Vikby, Vistan, Voitby (Voitila), Västervik, Västerhankmo, Österhankmo.
In allen Ortsteilen außer Smedsby und Toby stellen Finnlandschweden die Bevölkerungsmehrheit.

## Städtepartnerschaften
Partnerstädte von Korsholm sind:
- Oskarshamn, Schweden
- Mandal, Norwegen
- Middelfart, Dänemark
- Tõstamaa und Varbla, Estland

## Söhne und Töchter
- Mats Haldin (* 1975), Orientierungsläufer
- Andreas Romar (* 1989), Skirennläufer
- Tii-Maria Romar (* 1986), Skirennläuferin
- Stina Ekblad (* 1954), Schauspielerin